# Негаге
Негаге — це місто та муніципалітет провінції Уїже в Анголі. Місто розташоване на річці Cauã. Ґрунти придатні для оброблення тому регіон відомий виробництвом кави. У місті є аеропорт. Наявна місія священиків капуцинів, та храм заснований 1970 рр. Два футбольні поля розміщені на окрузі. Також присутній госпіталь та клініка розрахована на 40 ліжок, та практикується медицина на дому, лікар та медсестри відвідують хворих у них вдома.